# Diocesi di Valentiniana
La diocesi di Valentiniana (in latino Dioecesis Valentinianensis) è una sede soppressa e sede titolare della Chiesa cattolica.

## Storia
Valentiniana, nell'odierna Tunisia, è un'antica sede episcopale della provincia romana di Bizacena.
Sono solo due i vescovi attribuiti a Valentiniana. Il nome di Rogaziano figura all'8º posto nella lista dei vescovi della Bizacena convocati a Cartagine dal re vandalo Unerico nel 484; Rogaziano, come tutti gli altri vescovi cattolici africani, fu condannato all'esilio. Rodibaldo sottoscrisse la lettera sinodale dei vescovi della Bizacena riuniti in concilio nel 646 per condannare il monotelismo e indirizzata all'imperatore Costante II.
Mesnage attribuisce a questa diocesi anche il vescovo Tommaso, che prese parte al concilio di Calcedonia del 451; questo vescovo tuttavia apparteneva alla diocesi di Valentinianopoli, nella diocesi civile d'Asia, sede che Le Quien identifica con Aureliopoli di Asia.
Dal 1933 Valentiniana è annoverata tra le sedi vescovili titolari della Chiesa cattolica; dal 20 novembre 1989 il vescovo titolare è Philip Pargeter, già vescovo ausiliare di Birmingham.

## Cronotassi

### Vescovi residenti
- Rogaziano † (menzionato nel 484)
- Rodibaldo † (menzionato nel 646)

### Vescovi titolari
- Charles Richard Mulrooney † (24 febbraio 1959 - 5 agosto 1989 deceduto)
- Philip Pargeter, dal 20 novembre 1989